# Оріхове (Донецький район)
Орі́хове — село Макіївської міської громади Донецького району Донецької області, Україна. Населення становить 371 осіб. Відстань до Макіївки становить близько 15 км і проходить автошляхом місцевого значення.

## Історія
Оріхівський (Оріхів) до 1917 — два німецьких хутора Оріхівський № 1 та № 3 області Війська Донського, Таганрозький; у радянські часи — Сталінська область, Харцизький (Зуївський) район. НА правому березі річки Грузький Яланчик. Мешканців: 81/44 (1915), 100/100 німці, 68/42 німці (1926).
7 (20) листопада 1917 року, відповідно до Третього Універсалу Української Центральної Ради, увійшло до складу Української Народної Республіки.  

## Населення

### Мова
Розподіл населення за рідною мовою за даними перепису 2001 року:
| Мова       | Кількість | Відсоток |
| ---------- | --------- | -------- |
| російська  | 310       | 83.56%   |
| українська | 61        | 16.44%   |
| Усього     | 371       | 100%     |

За даними перепису 2001 року населення села становило 371 особу, з них 16,44 % зазначили рідною мову українську, 83,56 % — російську мову.